# Chiridota pisanii
Chiridota pisanii is een zeekomkommer uit de familie Chiridotidae.
De wetenschappelijke naam van de soort werd in 1887 gepubliceerd door Hubert Ludwig.